# Pentel
Pentel Co., Ltd. (яп. ぺんてる株式会社, Penteru Kabushiki Gaisha) японська приватна компанія-виробник канцелярських товарів та художніх матеріалів. Назва складається з двох англійських слів: pen (ручка) та tell (розповідання історії). Пентел також є винахідником технології виробництва неперманентних маркерів. Більшість товарів Pentel виробляється в Японії, на Тайвані, в Кореї, Мексиці та у Франції. 
Компанія вважається винахідником капілярних ручок (fibre-tipped (felt-tip) pen) у 1963 р. На сьогоднішній день компанія Pentel виробляє широкий асортимент продукції, що включає письмове приладдя, художні матеріали та офісні товари.

## Історія
Компанія була заснована в 1946 році як "Japan Stationery Limited" в Токіо Йокіо Хорі з метою виробництва кольорових олівців та пастелей. Перші товари для продажу були випущені в 1951 р., Наступними у 1960 були випущені олівці.
У 1963 році Пентел випустив на ринок "Sign Pen", капілярну ручку, яку використовував тодішній президент США Ліндон Джонсон, купивши десяток з них для підпису фотографій, окрім цього вони були прийняті в якості офіційного письмового приладдя НАСА і помандрували у космос за програмою Джеміні у 1966 р. Попит на капілярні ручки був настільки великим, що токійські фабрики не могли забезпечити всіх потреб. Sign Pen був одним із найуспішніших продуктів Pentel, було продано понад два мільярди одиниць.
У 1971 році компанія змінила свою назву на "Pentel Co. Ltd.", а через рік була випущена зелена ручка ролер (rollerball) з чорнилом на водній основі. Хорі залишався президентом компанії до своєї смерті в 2010 році.
У 2010-х роках Pentel випустив ручку-пензлик (або «кишеньковий пензлик», з англ. "Pocket Brush")  в якому використовувались змінні водонепроникні чорнильні картриджі, такі як в авторучках, на відміну від звичайних ручок-пензликів, які більше нагадують маркерні ручки.
Ручки-пензлики (розроблені та рекомендовані для каліграфії) також набули популярності серед художників коміксів, які обирають їх для фарбування своїх робіт замість ручок або традиційних пензликів. Одним із художників, які використовували Pentel, був Ніл Адамс.

## Продукти

### Канцтовари
Лінійки продуктів включають Sharp Kerry, Sharp серії P200, Graph 1000, Graphgear ( 500, 800 і 1000 ), Graphlet, Sharplet, Smash, Orenz (механічні, так звані "гострі" олівці); Ain і Hi-Polymer (механічні олівці); Energel (гелеві ручки); Vicuna (гібридна чорнильна кулькова ручка); Pentel Pen (перманентні маркери) та Sign Pen (маркери з тонесеньким кінчиком).
Асортимент продукції, виробленої Pentel, включає: 

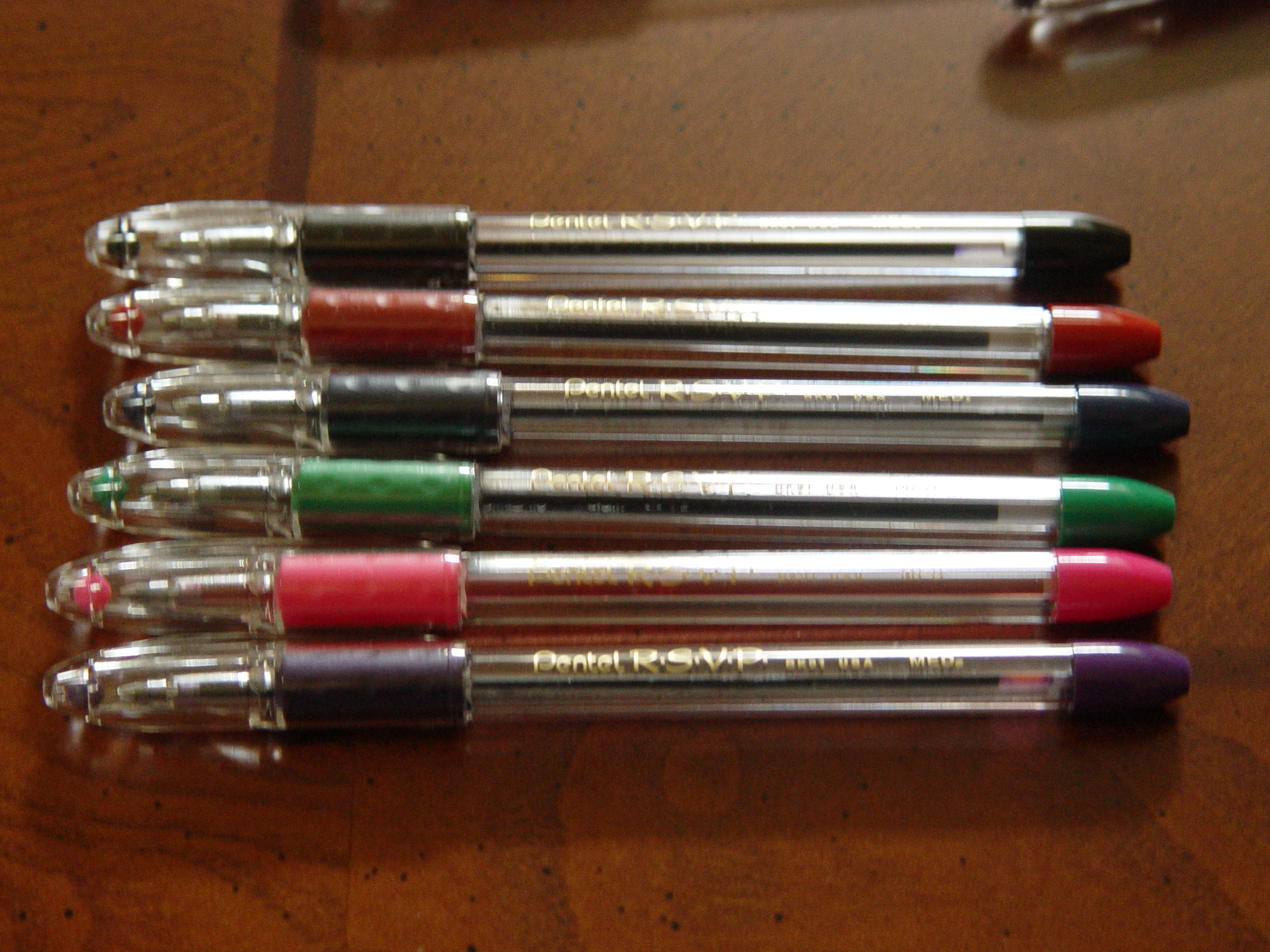
RSVP ручки

| Тип               | Продукти |
| ----------------- | --- |
| Письмове приладдя | Ручки ролери, гелеві ручки, кулькові ручки, механічні олівці, авторучки, капілярні ручки, маркери, ручки-пензлики |
| Художні матеріали | Олійні пастелі, кольорові олівці, акварелі                                                                        |
| Офісне приладдя   | Гумки, корекційні рідини, корекційні стрічки, клеї                                                                |

### Інші товари
Окрім канцелярських товарів Pentel також виробляє і продає електронні пристрої та виробниче обладнання.
- Електронне обладнання - Сенсорна панель, планшет (рідкокристалічний планшет для малювання), сенсорний вимикач, ручка для планшета (airpen)
- Виробниче обладнання - для промислових роботів, промислових автоматичних верстатів, прецизійних штампів для лиття під тиском, високоточних ручних пресів
- Постачання OEM (Відділ OEM) - елементи для косметики, канцелярські товари, канцелярське приладдя, медичне обладнання

## Курйози
Колишній співробітник служби розвідки Великої Британії Річард Томлінсон стверджує, що ручки Pentel Rolling Writer широко використовувались агентами для створення секретних записів (невидимих повідомлень) під час місій. За його словами, це полягало в тому, що агент писав секретне повідомлення на аркуші паперу, потім клав на нього інший чистий аркуш паперу, притискав на мить сторінки. Коли вони розділялися, друга сторінка виглядала абсолютно порожньою, але містила приховану (невидиму) копію повідомлення. Агент знищував перший папірець, а просте натирання чорнильною ручкою пустого на вигляд другого клаптика паперу дозволяло прочитати приховане повідомлення.